# Todo es posible en domingo
Todo es posible en domingo es un programa de TVE, que se emitió durante 26 tardes de domingo en el año 1974, que vino a rellenar el hueco dejado por un programa de corte similar titulado Tarde para todos. 

## Formato
Se trataba de un espacio de variedades, de cuatro horas de duración y con diferentes contenidos: entrevistas, concursos, humor, actuaciones musicales, etc. Estaba dirigido por Pedro Amalio López -siendo ayudante de realización Hugo Stuven - y presentado por Juan Antonio Fernández Abajo (deportes), Marisa Medina (música), Kiko Ledgard (concursos) y Tico Medina (entrevistas).

## Presentación
Entre sus colaboradores habituales se encontraban Paco Costas, aconsejando sobre un adecuado comportamiento en la conducción, María Luisa Seco en el espacio infantil Zoo loco, Fernando Jiménez del Oso, para tratar de misterios, el Doctor Rosado, en temas de salud y el humor de Tip y Coll.